# Romero Lubambo
Romero Lubambo, né en 1955, est un guitariste de jazz brésilien.

## Carrière
Né à Rio de Janeiro, il grandit dans la musique jazz américaine grâce à son oncle guitariste habitant à proximité.
Lubambo s'essaye au piano pendant deux ans avant d'abandonner.
Il apprend la guitare seul à l'âge de 13 ans. Il rejoint son premier groupe l'année suivante et commence a jouer professionnellement. De 1972 à 1977, il apprend a jouer de la guitare classique en fréquentant la Villa-Lobos School of Music. Il obtient un diplôme d'ingénieur en 1980 tout en continuant de pratiquer la musique.
Après avoir déménagé à New-York en 1985, il travaille avec Astrud Gilberto. L'année suivante, il rencontre Herbie Mann, que Lubambo considère comme son mentor. Il forme Trio de Paz avec Duduka da Fonseca et Nilson Matta, puis enregistre et tourne avec eux. Il travaille plus tard avec Dianne Reeves, Claudia Acuña, Leny Andrade, Gato Barbieri, Michael Brecker, Larry Coryell, Regina Carter, Dave Douglas, Paquito D'Rivera, Diana Krall, Ivan Lins, Wynton Marsalis, Pat Metheny, Jason Miles, Jane Monheit, Hermeto Pascoal, Flora Purim and Airto Moreira, Dan Costa (composer), Luciana Souza, et Billie Eilish.
Dos Navegantes, un album de Edu Lobo et Mauro Senise, gagne un Latin Grammy Awards en 2017, dans la catégorie Musique Populaire Brésilienne,,.

## Discographie

### Solo
- Autonomia with Rildo Hora (Visom, 1990)
- Face to Face, with Weber Drummond (GSP, 1993)
- Shades of Rio, with Raphael Rabello (Chesky, 1993)
- Infinite Love with Gil Goldstein (Big World, 1993)
- Coisa Fina with Leny Andrade (Perfil, 1994)
- Two (GSP, 1994)
- Lubambo (Avant, 1999)
- Duo, with César Camargo Mariano (Sunnyside, 2002)
- Brazilian Routes (Rob, 2002)
- Rio de Janeiro Underground (Victor, 2003)
- Romero Lubambo & Lica Cecat (Sony, 2003)
- Coisa Fina, with Leny Andrade (Perfil, 2003)
- Softly with Herbie Mann (Maxjazz, 2006)
- Love Dance (JVC, 2007)
- Bons Amigos (Resonance, 2011
- Só: Brazilian Essence (Sunnyside, 2014)
- Setembro: A Brazilian Under the Jazz Influence (Sunnyside, 2015)
- Todo Sentimento with Mauro Senise (2016)[6]
- Sampa (Sunnyside, 2017)[7]
- Rio Meets New Orleans (Open Studio, 2019)
- Live at Dizzy's (Sunnyside, 2021)
- Two Brothers (Sunnyside, 2023)

Avec Trio da Paz
- Brazil from the Inside (Concord, 1992)
- Black Orpheus (Kokopelli, 1994)
- Somewhere (Blue Toucan, 2005)
- Live at Jazz Baltica (Maxjazz, 2008)

### Featuring
- Skyness, Dan Costa (composer) (2018)

### Autres apparitions
- Claudia Acuña, Rhythm of Life (Verve, 2002)
- Kenny Barron, Canta Brasil (Sunnyside, 2002)
- Charlie Byrd, Plays Jobim (Concord, 2002)
- Joey Calderazzo, Amanecer  (Marsalis Music, 2006)
- Ann Hampton Callaway, Slow (Shanachie, 2004)
- James Carter, Chasin' the Gypsy (Atlantic, 2000)
- David Chesky, The New York Chorinhos (Chesky, 1990)
- Paquito D'Rivera, Tico! Tico! (Chesky, 1989)
- Dave Douglas, Freak In  (RCA, 2003)
- Eliane Elias, Light My Fire (Concord 2011)
- Dizzy Gillespie, Rhythmstick (1990)
- Diane Hubka, You Inspire Me (VSOJAZ, 2001)
- Lee Konitz, Brazilian Rhapsody (Musicmasters, 1995)
- Herbie Mann, Jasil Brazz  (1987)
- Herbie Mann, Caminho de Casa (Chesky, 1990)
- Eric Marienthal, Sweet Talk (Peak, 2003)
- Jason Miles, Brazilian Nights (2002)
- Sophie Milman, In the Moonlight (Linus Entertainment, 2011)
- Jane Monheit, Taking a Chance on Love (Sony Classical, 2004)
- Jane Monheit, The Heart of the Matter (EmArcy, 2013)
- Marisa Monte, Mais  (World Pacific, 1991)
- Emily Remler, This Is Me (Justice, 1990)
- Claudio Roditi, Simpatico (Resonance, 2010)
- Robert Sadin, Art of Love: Music of Machaut (Deutsche Grammophon, 2009)
- Janis Siegel, Sketches of Broadway (Telarc, 2004)
- Luciana Souza, The New Bossa Nova (Verve, 2007)
- Roseanna Vitro, Tropical Postcards (A- Records, 2004)
- Grover Washington, Trios (2004)[8]